# درة كي صالحي (سبيدار)
درة کي صالحي (بالفارسية: دره کی صالحی) هي قرية تقع في إيران في قسم سبیدار الريفي. يقدر عدد سكانها بـ 200 نسمة بحسب إحصاء 2016.